# Арцимович Антон Францович
Арцимович Антон Францович (? 1871, Волинь — ?) — український співак (тенор), соліст Київської та Харківської опер.

## Біографічні відомості
Антон Арцимович народився у 1871 році, на Волині. Співак відзначався красивим, звучним голосом широкого діапазону, однак, критики відзначали відсутність у нього акторського темпераменту. 26 травня 1899 брав участь у святкуваннях у Святих Горах, присвячених 100-літтю від дня народження Олександра Пушкіна.
Протягом сезону 1891—1892 виступав в трупі Миколи Садовського, а згодом виступав в оперних театрах Києва (1893—1896, 1902, 1905, 1915), Казані та Саратова (1895, 1900—1905), Харкова (1896—1897, 1917, 1921—1922), Тифліса (1897—1899), Пермі (1898—1900), Петербурга (Літній театр «Аркадія», 1899; Новий літній театр «Олімпія», 1907), Самари (1900, 1910—1911), Москви (театр «Ермітаж», 1901; Оперний театр Зиміна, театр Солодовнікова, 1907—1908), Одеси (1902, гастролі Київського оперного товариства під кер. М. М. Бородая та С. В. Брикіна), Кисловодська (1902), Єкатеринбурга та Пермі (у сезонах 1906—1907, 1911—1912), Томська (1909—1910), Симбірська (1912).

## Партії
Перший виконавець партій:
- Бобиль-Бакула («Снігуронька» М. Римський-Корсаков, Київ, 1895);
- Самозванець («Борис Годунов» М. Мусоргського, редакція та інструментальна обробка М. Римського-Корсакова, Одеса, 1902).

Найкращі партії — Ленський («Євгеній Онєгін» П. Чайковського), Фауст (опера «Фауст» Ш. Гуно).